# Хасково
Вижте пояснителната страница за други значения на Хасково.
Ха̀сково е град в централна Южна България. Той е административен център на община Хасково и област Хасково. По данни на ГРАО към 15 юни 2024 г. в града живеят 69 687 души по настоящ адрес и 90 753 души по постоянен адрес.
През Хасково минава най-бързият и пряк път, свързващ Европа с Азия и Близкия изток. Недалеч от границите с Турция и Гърция, Хасково се е превърнал в център на международен, търговски и културен обмен. Наличието на тези показатели превръщат Хасково и региона в привлекателна дестинация за развитието на промишленост, в сферата на строителство и машиностроене за хранително-вкусовата промишленост, химическа промишленост, винопроизводство, производството на храни, напитки и тютюневи изделия, шивашка и текстилна индустрия.
В Хасково значително място заемат културата и туризма. Ежегодно в града се провеждат международните фестивали „Китна Тракия пее и танцува“, музикални дни „Недялка Симеонова“, фестивал за български хора и танци „Хайдушка софра“, национален конкурс за дебютна литература „Южна пролет“ и много други.
На територията на община Хасково се намира една от най-впечатляващите тракийски гробници – Александровската гробница. Неизменна част от града е най-високата в света статуя на Пресвета Дева Мария с Младенеца.

## География

### Местоположение
Община Хасково се намира в хълмистите равнини на Югоизточна България и заема най-западната част на Хасковска област. Разположена е стратегически между Родопите и Стара планина. Намира се недалеч от границите с Турция и Гърция. През територията на област Хасково минава най-бързият и пряк път, свързващ Европа с Азия и Близкия изток.
Градът се намира на 227 km от столицата София, на 97 km от Пловдив, на 354 km от Варна и на 212 km от Бургас.
Любопитен факт е, че Хасково е на почти еднаква географска ширина със село Хасково (Ташкентска област, Узбекистан), Рим (Италия), Барселона (Каталуния, Испания), Тбилиси (Грузия) и Чикаго (САЩ).
- Територия: 740,22 km².
- Населени места: 37 населени места: 1 град и 36 села.

### Административно деление
Квартали на града:
- ж.к. „Орфей“
- кв. „Македонски“
- кв. „Кенана“
- ж.к. „Каменни“
- кв. „Индустриална Зона - Запад“
- ж.к. „Бадема“
- ж.к. „Възраждане“
- ж.к. „Любен Каравелов“
- кв. „Поройни“
- кв. „Куба“
- Хасково Център
- кв. „Индустриална Зона - Юг“
- кв. „Тракийски“
- кв. „Хисаря“
- кв. „Република“
- кв. „Болярово“
- ж.к. „Дружба-1“
- ж.к. „Дружба-2“
- кв. „Ручока“
- ж.к. „Училищни“
- кв. „Младежки Хълм“
- кв. „Воеводски“
- ж.к. „Червена Стена“
- ж.к. „Овчарски“
- кв. „Гара Движение“
- кв. „Изгрев“
- кв. „Индустриална Зона - Изток“
- кв. „Индустриална Зона - Север“

#### ж.к. "Орфей"
Ж.к. "Орфей" е най-северният жилищен квартал на Хасково. Той заема първо място по брой на населението, наброявайки около 10 000 души. На запад кварталът граничи с ж.к. "Дружба 2", на юг с ж.к. "Дружба 1" и ж.к. "Възраждане", на изток с кв. "Република", а на север със Северна индустриална зона.  Жилищното строителство в комплекса е представено предимно от панелни блокове. В квартала се намират ОУ "Шандор Петьофи", ОДЗ "Слънце", Хотел "Лиззано", Православен храм "Св. Иван Рилски" (в строеж), бензиностанция ЕКО, 2 Еконт офиса, Спиди офис и няколко ресторанти, игрални зали и кафенета. 

#### кв. "Македонски"
Кв. "Македонски" се намира в южната част на Хасково. На запад кварталът граничи с кв. "Тракийски", на юг с Южна индустриална зона, а на север с ж.к. "Овчарски". Жилищното строителство в квартала е представено предимно от къщи. В квартала се намират ЦДГ 22, парк "Илинден", парк "Македонски", ОДБХ - Областна дирекция по безопасност на храните, бензиностанция Лукойл, както и няколко заведения и хранителни магазини. Кварталът заедно с кв. "Тракийски" са известни с това, че коренното им население всъщност е представено от български бежанци, избягали от Северна Гърция след подписването на Ньойския договор и насилственото присъединявне на български територии към южната ни съседка. Те са намерили подслон именно в тези два квартала. 

#### ж.к. "Каменни"
Ж.к. "Каменни" е разположен в западната част на града. На запад кварталът граничи със Западна индустриална зона, на юг с ж.к. "Червена стена", на изток с ж.к. "Любен Каравелов", а на север с ж.к. "Бадема". Жилищното строителство в квартала е смесено. Тук се намират ОДЗ "Иглика", ОУ "Алеко Константинов" (вече нефункциониращо), както и няколко автосервизи. 

#### ж.к. "Бадема"
Ж.к. "Бадема" е вторият по брой на населението в Хасково след ж.к. "Орфей". Той се намира в западната част на територия на града. На юг кварталът граничи с ж.к. "Каменни", на изток с ж.к. "Любен Каравелов" и кв. "Поройни", на север с кв. "Кенана", а на запад със Западна индустриална зона и кв. "Болярово". Жилищното строителство в квартала е представено предимно от панелни блокове, подобно на ж.к. "Орфей". В ж.к "Бадема" се намират Финансово-стопанска гимназия "Атанас Буров", ЦСОП "Д-р Петър Берон", ОУ "Св. св. Кирил и Методий", Паметник на тримата ремсисти, магазин BILLA, Еконт офис, Спиди офис, автомивка и няколко заведения и ресторанти. През последните години ж.к. "Бадема" се утвърждава като най-предпочитания квартал за ново строителство, което се отразява положително върху състоянието му.

#### ж.к. "Възраждане"
Ж.к. "Възраждане" се намира в централната част на Хасково. На запад граничи с ж.к. "Дружба 1", на юг с Хасково Център, на изток с ж.к. "Република" и на север с ж.к. "Орфей". Жилищното строителство е смесено. В квартала се намират ОУ "Никола Й. Вапцаров", ОДЗ "Усмивка", Автогара Хасково, Семеен хотел "Малкият хан" и денонощна аптека. 

#### ж.к. "Любен Каравелов"
Ж.к. "Любен Каравелов" се намира в централно-западната част на Хасково. На север граничи с кв. "Поройни", на запад с ж.к. "Бадема", на юг с ж.к. "Каменни" и ж.к. "Училищни", а на изток с ж.к. "Дружба 1". Жилищното строитлество е равномерно разпределено между блокове, кооперации и къщи. В квартала се намират ОУ "Любен Каравелов" НЧ "Пейо Яворов", Храм "Успение на Пресвета Богородица", ОДЗ "8-ми март", детска ясла и градина, Хотел "Родопи", ОП "Младежки център", Паметник на хасковските възрожденци, Спиди офис, Военна база, както и няколко ресторанти и заведения. 

#### к.в. "Поройни"
К.в "Поройни" се намира в северозападната част на града. На юг граничи с ж.к. "Любен Каравелов", на запад с ж.к. "Бадема", на север с кв. "Кенана", а на изток с ж.к. "Дружба 1". В него се намират няколко ресторанти, хранителни магазини и вилни зони. 

### Основни пътни артерии

#### бул. "Г. С. Раковски" (Раковска)
Намира се в северната половина на града и свързва Димитровградско шосе с центъра на Хасково. Той преминава през кварталите "Орфей", "Дружба 1" и "Дружба 2". По продължението му има 1 кръгово с ул. "Ком", както и 3 светофарни уредби с ул. "Дунав", бул. "Съединение" и до ОУ "Св. Иван Рилски". 

#### бул. "България"
Направлението на булеварда е запад-изток и през по-голямата част следва течението на река Хасковска. Това е причината двете му платна за движение да са разделени от речното корито на разстояние от около 30 метра. Булевардът свързва ж.к. "Каменни" с Източната индустриална зона. По булеварда има 1 светофарна уредба с бул. "Съединение". 

#### бул. "Съединение"
Той е най-дългият булевард в Хасково (4,5 км). Свързва ж.к. "Училищни" и центъра с път Е85 и Хасковския околовръстен път. По продължението му има 6 светофарни уредби с бул. "България", бул. "Г. С. Раковски", ул. "Булаир", бул. "Стефан Стамболов", бул. "Васил Левски" и до Автогара Хасково, както и едно кръгово с околовръстния път. 

#### бул. "Освобождение" (Кърджалийска)
Намира се в южната част на Хасково и свързва центъра с транспортен коридор №9 в посока Маказа. По булеварда има 2 светофарни уредби с бул. "Илинден" и улиците "Белоградчик" и "Бачо Киро", както и 2 кръгови до парк "Македонски" и с коридор №9. Има връзка и с Хасковския околовръстен път чрез Т-образно кръстовище. 

#### бул. "Васил Левски"
Намира се в източната половина на града и направлението му основно е северозапад - югоизток. Булевардът свързва Северната индустриална зона и ж.к. "Дружба 2" с ж.к. "Овчарски" и Източната индустриална зона. По продължението му има 3 светофарни уредби с ул. "Дунав", бул. "Стефан Стамболов" и ул. "Единство", както и с бул. "Съединение". Има и 1 кръгово с ул. "Ком".

#### бул. "Илинден"
Разположен е в южната част на града с направление запад - изток. Той е сравнително къс и е по-скоро с периферно значение. Свързва кварталите "Хисаря" и "Младежки хълм" с Източната индустриална зона. Има 1 светофарна уредба с бул. "Освобождение". Подобно на бул. "България", той следва течението на друг безименен приток на река Хасковска. Платната за движение са разделени по същия начин. 

#### бул. "Никола Радев"
Булевардът се намира в западната част на Хасково и свързва ж.к. "Бадема" с кв. "Болярово". По продължението му няма светофарни уредби, нито кръгови. По-голямата му част е разположена в Западната индустриална зона, която се явява междинна за разлика от останалите. В много случаи булевардът погрешно се приема за продължение на ул. "Банска".

#### бул. "Стефан Стамболов"
Той е най-късият булевард в града - едва 800 метра. Свързва ж.к. "Овчарски" с ж.к. "Възраждане" и кв. "Република". По булеварда има 2 светофарни уредби с бул. "Съединение" и бул. "Васил Левски". Направлението му е север - юг. На него също така се намира Автогара Хасково.

#### ул. "Стара планина"
Направлението на улицата е югоизток - северозапад и свързва центъра на града с лесопарк "Кенана". Има 1 светофарна уредба до пл. "Спартак" с бул. "България" и бул. "Съединение". По нейното северозападно продължение (ул. "Полк. Веселин Вълков") може да се стигне до път 8 (Пловдив - Свиленград). 

#### ул. "Дунав"
Тя се намира в централно-северната част на града и свързва ж.к. "Любен Каравелов" с кв. "Република". По продължението ѝ има 4 светофарни уредби с ул. "Св. св. Кирил и Методий", ул. "Георги Кирков", бул. "Г. С. Раковски" и бул. "Васил Левски". 

#### ул. "Добруджа"
Разположена е в централната част на града. Свързва ж.к. "Червена стена" и бул. "България" с ул. "Проф. Александър Танев" в кв. "Воеводски". 

#### ул. "Панорама"
Улицата е дълга 2,2 км и свързва ж.к. "Червена стена" с ж.к. "Овчарски" и бул. "Освобождение". Въпреки дължината ѝ и известният Монумент "Св. Богородица с Младенеца", който се намира на нея, улицата е по-скоро с периферно значение поради отдалечеността от центъра. 

#### ул. "Ком"
Намира се в северната част на града и е сравнително къса - около 500 метра. Въпреки това тя е с основно значение, тъй като чрез 2 кръгови свързва бул. "Г. С. Раковски" с бул. "Васил Левски". До нея се намира и най-населеният квартал в Хасково - ж.к. "Орфей".

### Климат
Климатът в Хасково е умерено-континентален с голямо средиземноморско влияние. Зимите са студени, но невинаги снежни, лятото е горещо и сравнително сухо, което се дължи на средиземноморското влияние. Средната годишна температура е 12°C. Често през февруари се наблюдава фьон, който подлъгва овощните дървета да цъфтят рано, след което студът попарва цвета им и урожаят през годината е слаб или никакъв.
| Haskovo, Bulgaria                     | Haskovo, Bulgaria | Haskovo, Bulgaria | Haskovo, Bulgaria | Haskovo, Bulgaria | Haskovo, Bulgaria | Haskovo, Bulgaria | Haskovo, Bulgaria | Haskovo, Bulgaria | Haskovo, Bulgaria | Haskovo, Bulgaria | Haskovo, Bulgaria | Haskovo, Bulgaria | Haskovo, Bulgaria |
| Месеци                                | яну.              | фев.              | март              | апр.              | май               | юни               | юли               | авг.              | сеп.              | окт.              | ное.              | дек.              | Годишно           |
| Абсолютни максимални температури (°C) | 18,7              | 22,4              | 27,4              | 32,8              | 36,0              | 38,4              | 40,6              | 41,8              | 38,1              | 35,0              | 28,9              | 20,0              | 41,8              |
| Средни максимални температури (°C)    | 4,6               | 7,5               | 11,9              | 18,7              | 23,8              | 27,6              | 30,5              | 30,8              | 26,7              | 20,1              | 13,0              | 7,0               | 18,5              |
| Средни температури (°C)               | 0,2               | 2,6               | 6,2               | 12,3              | 17,2              | 21,0              | 23,6              | 23,4              | 19,1              | 13,4              | 8,1               | 3,0               | 12,5              |
| Средни минимални температури (°C)     | −3,7              | −1,6              | 1,2               | 6,0               | 10,7              | 14,2              | 16,2              | 15,8              | 12,2              | 7,8               | 4,0               | −0,7              | 6,8               |
| Абсолютни минимални температури (°C)  | −25,5             | −24,5             | −16,8             | −6                | −0,0              | 5,7               | 9,7               | 6,4               | 1,1               | −5,9              | −14,5             | −19,4             | −25,5             |
| Средни месечни валежи (mm)            | 63                | 47                | 50                | 57                | 67                | 69                | 40                | 37                | 34                | 61                | 67                | 75                |                   |
| ------------------------------------- | ----------------- | ----------------- | ----------------- | ----------------- | ----------------- | ----------------- | ----------------- | ----------------- | ----------------- | ----------------- | ----------------- | ----------------- | ----------------- |
|                                       |                   |                   |                   |                   |                   |                   |                   |                   |                   |                   |                   |                   |                   |

### Релеф
Територията около Хасково има типичен хълмист релеф. Като северно продължение на Източните Родопи географите справедливо я наричат Източнородопско предпланинско стъпало или Хасковска хълмиста област. Нейна западна рамка е височината Мечковец (860 m н.в.). Но височината е не по-малко важна за жителите на Хасково, защото е изворна област.
Поради активната вулканична дейност, бушувала през терциера, в прилежащия към Хасково район има залежи на оловно-цинкови и други цветни метали.

### Води
Оттук тръгват реките Банска, Хасковска и Харманлийска река. Бликат горещи минерални извори, тук се намират известните Хасковски минерални бани.

## История
Хасково е град с повече от 1000 години история. В центъра на града се издига паметник часовник, построен през 1985 г. по повод честванията около 1000 години от основаването на града.
Център с богато наследство, според археолозите първото население на мястото на днешния град е възникнало още в средата на новокаменната епоха около 5000 години преди Христа. Оттогава до днес са запазени многобройни доказателства за дългия път и историята на града в праисторически, тракийски, римски, късно антични и средновековни археологически паметници, следи от които се намират в града и в цялата област.
Към края на 8 век на територията на днешния квартал „Хисаря“ южно от Хасково славяните изграждат ново селище, оградено с дебела крепостна стена. С разрастването му в началото на 10 век е построена втора укрепителна стена. Така преди 10 века възниква ранно средновековен град с типичните за онова време занаяти, военен гарнизон и значително по брой население.
През 11 век селището е унищожено до основи от византийските нашественици. Населението обаче остава там и се заселва на другия бряг на реката и около днешния кв. „Младежки хълм“. Хасково се възражда отново през Второто Българско царство при управлението на Асеневци и Шишмановци.
След превземането на земите, турците назовават селището Хаскьой, в по-късни времена известно като Хаскьой край Узунджа, заради известността на един от най-големите стокови панаири – Узунджовския панаир, организиран в империята. В средата на 19 век разцъфтяват традиционните занаяти като кожарство и кожухарство, а в града се оформят цели занаятчийски и търговски улици с над 200 работилници и търговски кантори. Едно след друго в Хасково изникват новобългарски училища.
През 1858 г. се създава съществуващото и до днес читалище „Заря“. Въпреки появата на първите индустриални предприятия до войните основен поминък на населението остава земеделието. Още в началото на 20 век Хасково се утвърждава като център на тютюневата промишленост. 
Непосредствено след Деветосептемврийския преврат от 1944 година в Хасково се стига до един от най-тежките инциденти при установяването на новия режим – при опит за навлизане на партизани във военно поделение загиват командирът на Втори армейски артилерийски полк Велико Маринов, трима други офицери и един комунист.
Преминал през епохата на т.нар. „социалистическо строителство“ и годините на демократичния преход, днес Хасково е един съвременен град с развита инфраструктура и лека промишленост.

## Население

### Численост на населението
Преброявания на населението
Численост на населението според преброяванията през годините:
- 1887 – 14 191 души
- 1910 – 15 067 души

| \| Година на преброяване \| Численост \| \| --------------------- \| --------- \| \| 1887 \| 14 191 \| \| 1910 \| 15 067 \| \| 1934 \| 26 516 \| \| 1946 \| 27 435 \| \| 1956 \| 38 812 \| \| 1965 \| 57 777 \| \| 1975 \| 75 259 \| \| 1985 \| 87 847 \| \| 1992 \| 80 773 \| \| 2001 \| 80 303 \| \| 2011 \| 76 397 \| \| 2021 \| 65 829 \| |           |
| Година на преброяване | Численост |
| 1887 | 14 191    |
| 1910 | 15 067    |
| 1934 | 26 516    |
| 1946 | 27 435    |
| 1956 | 38 812    |
| 1965 | 57 777    |
| 1975 | 75 259    |
| 1985 | 87 847    |
| 1992 | 80 773    |
| 2001 | 80 303    |
| 2011 | 76 397    |
| 2021 | 65 829    |

### Етнически състав
Преброяване на населението през 2011 г.
Численост и дял на етническите групи според преброяването на населението през 2011 г.:
| Етническа група     | 2011   | 2011   |
| Етническа група     | Брой   | %      |
| ------------------- | ------ | ------ |
| Българи             | 54,869 | 71,82% |
| Турци               | 10,506 | 14,40% |
| Гърци               | 2,001  | 2,34%  |
| Роми и арменци      | 991    | 1,90%  |
| Други               | 100    | 0,14%  |
| Не се самоопределят | 709    | 0,93%  |
| Неотговорили        | 7,221  | 9,45%  |
| Общо                | 76,397 | 76,397 |

### Религии
Хасково е град на етническата и религиозна толерантност. Най-разпространената религия е православното християнство, тя се изповядва от около 78% от населението на града. Ислям изповядват около 12%, а 10% от населението изповядва други религии. В града съществува конгрешанска църковна община, част от Съюза на евангелските съборни църкви.

#### Храмове на територията на град Хасково
- Църквата „Успение на Пресвета Богородица“ е най-старата и респектираща църква в града. Много вяра, усилия и смелост дават от себе си хасковлии – обединени и борбени, за да получат разрешение за построяване на своя храм в годините на Османско владичество.
- Храм „Свети Харалампий“ в кв. Болярово е издигнат през 1922 г. и осветен през 1926 по инициатива на тогавашния финансов министър Петър Янев (1886 – 1925) (израснал в Болярово).
- Църквата „Св. Архангели Михаил и Гавраил“ е построена през 1861 г. от гърчеещи се българи. Тя е втората по ред в града и е известна като гръцката църква или църквата на богатите. Представлява трикорабна базилика с голяма, сравнително ниска полукръгла апсида и широк П-образен нартекс.
- Църквата „Свети Димитър“ – на 14 юли 1896 г. се полагат основите ѝ. Строежът продължава две години и през есента на 1898, на Кръстовден (14 септември), храмът е осветен от Пловдивския митрополит Натанаил. Храмът „Свети Димитър“ е граден с ломен камък и вар.
- Църквата „Свети Георги“ в кв. Овчарски (на ул. „Драгоман“).
- Арменската църква „Сурп Степаннос“. В първите десетилетия на 20 век хасковската арменска общност постепенно се развива и укрепва. Главната им цел сега е да си създадат Богослужебно място. На едно събиране се взема решение двете стаи, намиращи се в дворно място, закупено от общността, да бъдат преустроени в параклис.
- Параклисът „Света Петка Българска“ е разположен в южната част на парка в кв. Македонски, източно по ул. Днепър в град Хасково.
- Параклисът „Свети Трифон“ в парк „Кенана“. През месец март 1925 г. хасковските лозари се събират в местността „Кенана“ и вземат решение да се издигне параклис в чест на Свети Трифон: светецът-лозар на българите.
- Параклисът „Свето Възнесение Господне“ е издигнат на хълма Ямача преди повече от седемдесет години в чест на едноименния православен празник.
- Ески джамия претендира да е една от най-старите, строени по нашите земи. Според взиданата над входа ѝ каменна плоча с арабски надпис тя датира от 1394 г.
- Чарши джамия. Наименованието на сградата е свързано с местоположението ѝ – както в миналото, така и понастоящем – в центъра на търговското ядро на града.

На 8 септември 2003 г. в Хасково е открит Монумент „Света Богородица“ (Хасково), с който градът влиза в Световните рекорди на Гинес за най-висока статуя на Богородица с Младенеца (33 m). В основата на монумента е изграден параклис „Рождество Богородично“.

## Политика

### Кмет
Георги Иванов е бивш кмет на Община Хасково, автор на идеята за монумента „Света Богородица“, с който Хасково влиза в „Световни рекорди на Гинес“. След местните избори, проведени през 2019 г., кмет на Хасково е Станислав Дечев.

### Общински съвет
Общински съвет – Хасково се състои от 41 общински съветници. През мандат 2015 – 2019 в управлението на Хасковска община участват 8 политически сили, разпределени в следната численост:
| №  | Партия, Коалиция, ИК                                          | Мандати |
| 1  | „Сряда 7“                                                     | 1       |
| 7  | Коалиция „За Хасково“                                         | 9       |
| 13 | ПП ГЕРБ                                                       | 15      |
| 14 | Движение за права и свободи (ДПС)                             | 7       |
| 16 | „Народен съюз, ВМРО-БНД, Български демократичен център (БДЦ)“ | 2       |
| 18 | Българска социалистическа партия                              | 2       |
| 22 | Реформаторски блок                                            | 3       |
| 23 | Национална политическа партия „Българе“                       | 2       |
|    | ОБЩО                                                          | 41      |

### Международни отношения
Хасково е побратимен град или в сътрудничество с:
- Созопол, България
- Енгера, Испания
- Лестър, Англия
- Новара, Италия
- Одрин, Турция
- Ташкент, Узбекистан
- Веспрем, Унгария
- Шатийон сюр Ендър, Франция
- Виена-Вийден, Австрия
- Визеу (окръг), Португалия

## Икономика и инфраструктура

### Икономическа характеристика
Отрасловата структура на икономиката на община Хасково е разнообразна и се състои от български и международни фирми с различна големина. Тези фирми реализират своята продукция както на чуждестранни, така и на местни пазари.
Бъдещото развитие на общината е свързано и с пълноценното използване на природно-климатичните дадености в сферата на селското стопанство – полагане на усилия за развитие на перспективни пазарно ориентирани селскостопански производства, създаване на консултантски земеделски центрове и др. Историческите дадености и богатата култура на региона, в съчетание с добре развитата транспортна и туристическа инфраструктура, са благоприятен фактор за развитие на туризма. Ценен принос в това отношение имат и изградените от общината партньорски взаимоотношения с градове от Англия, Австрия, Франция, Гърция, Турция, Италия, Испания, Португалия, САЩ, Русия, Сърбия, Беларус.

### Търговски обекти
Хасково разполага общо с 4 ритейлпарка (молове на открито) - на бул. "Г. С. Раковски", Димитровградско шосе, бул. Съединение и на бул. "Никола Радев" (все още в строеж). Благодарение на кръстопътното и ключово местоположение на Хасково, както и на високия инвеститорски интерес, в града са се утвърдили редица европейски и световни търговски вериги, които са удобство както за гражданите, така и за гостите на града. В ритейлпарковете могат да се открият следните вериги: 
- Ритейлпарк на бул. "Г.С. Раковски": LIDL, Mr. Bricolage, Sport Depot, Cropp, CCC, Sinsay, New Yorker, PEPCO, DM, KiK, ХАСКО Маркет (в строеж), Оптики VIDI, Аптека SUBRA, SDI брокер, Сладкарница "Неделя", Гироси и бургери "The Black Bull"
- Ритейлпарк на Димитровградско шосе (Holiday Park): Praktiker, LC Waikiki, Sport Vision, Sinsay, DM, KiK, Mat Star, TEDi, T Market, PEPCO, Аптека SOpharmacy, Numero Uno, Оптика, 1 Minute Cafe
- Ритейлпарк на бул. "Съединение": Technopolis, Техномаркет, Praktis, Зора, ДОМКО, Камбо, JYSK, Mat Star, LC Waikiki
- Ритейлпарк на бул. "Никола Радев": BILLA, ...

Други вериги: Kaufland (бул. Съединение 44), LIDL (бул. България 93), BILLA  (пл. Общински 3), Hesburger, Мебели Виденов, НОВ ДОМ 1, НОВ ДОМ 2, Sport Depot, Дъга, Gele Sport, Paolo Botticelli, Bentli, Massimo Zardi и други.

### Транспорт
През Хасково минават 3 паневропейски транспортни коридора – № 4, № 9 и № 10. Коридор № 4 свързва Западна и Централна Европа с Близкия изток и Средиземноморието, а маршрутът му в България е Видин – София – Кулата/София – Пловдив – Хасково – Свиленград. Коридор № 9 свързва Северна Европа със Средиземно море, а в България следва пътя Русе – Велико Търново – Стара Загора – Хасково – Кърджали – Подкова. Коридор № 10 свързва Централна Европа с Бяло и Адриатическо море, а през България минава по пътя Калотина – София – Пловдив – Хасково – Свиленград. Част от коридорите № 4 и № 10 на българска територия са магистралите „Тракия“ и „Марица“, като втората минава през Хасково. Освен чрез магистрала „Марица“ (Пловдив – Свиленград), градът се свързва с останалите селища от Южна България и чрез път Стара Загора – Хасково – Кърджали – Маказа. 

#### Автобусен и тролейбусен транспорт
Тролейбусният транспорт се обслужва от фирма „Тролейбусен транспорт Хасково“ ЕООД. Линиите на тролейбусен транспорт са 108, 308 и 408, с маршрути:
- линия 308 ЗММ – Автогара – Орфей – ЗММ
- линия 108 Орфей – Автогара – Орфей
- линия 408 ЗММ – Циг. фабрика – Орфей – Автошкола – кръстовище Раковски-Дунав, Валентина – Читалище Заря – ПГМЕТ – ЗММ;

Автобусният транспорт се обслужва от фирма „Златно руно“ с линии:
- линия 1 ЗММ – стадион Младост – център – пл. Лебеда – Градска градина – кв. Болярово
- линия 3 ЗММ – стадион Младост – център – кв. Червена стена – стадион Хасково
- линия 5 ЗММ – Автогара – ул. Стара планина – СУ Васил Левски – ж.к. Куба
- линия 9 Автогара – ОУ Св. Иван Рилски – ж.к. Орфей – Клокотница
- линия 11 Първа поликлиника – ОУ Христо Смирненски – ПГМЕТ Кица и Стойчо Марчеви – Стамболийски – ЗММ
- линия 12 ЗММ – стадион Младост – пл. Лебеда – център – Градска градина – кв. Болярово – Въгларово
- линия 13 ЗММ – стадион Младост – пл. Лебеда – център – Градска градина – кв. Болярово – Гарваново
- линия 102 ЗММ – стадион Младост – пл. Лебеда – център – ул. Стара планина – ж.к. Любен Каравелав – Зоопарк Кенана – парк Кенана
- линия 104 ДАП – бул. Освобождение – център – ОУ Св. Иван Рилски – бул. Г. С. Раковски – ж.к. Орфей – ПГДС Цар Иван Асен II – Тих Труд

В града функционират и две електробусни линии:
- линия 1 ЗММ - Център - кв. Болярово
- линия 4 парк Македонски - Център - кв. Орфей

Хасково не разполага с трамвайни и метролинии. 

### Медии

#### Телевизионни канали
В града се излъчва една местна телевизия – eTV.

#### Радио канали
„Дарик радио“ излъчва собствена програма, от която слушателите се информират за събитията от града и региона в редовни новинарски емисии и информационни предавания.
В Хасково излъчват още радиата „Метроном“, „Веселина“, „N-Joy“, „Bulgaria ON AIR“, „Z-ROCK“, Фокус и Хоризонт.

### Здравеопазване
Регионална здравна инспекция – Хасково е второстепенен разпоредител с бюджетни кредити към министъра на здравеопазването, със седалище и адрес на управление град Хасково, ул. „П.Евтимий” № 2.

Инспекцията осъществява държавната здравна политика на територията на област Хасково, която включва в състава си общините: Хасково, Димитровград, Свиленград, Тополовград, Ивайловград, Харманли, Любимец, Симеоновград, Маджарово, Минерални бани и Стамболово.

## Образование

### Училища
- НУ „Г. С. Раковски“
- ОУ „Любен Каравелов“
- ОУ „Св. св. Кирил и Методий“
- ОУ „Шандор Петьофи“
- ОУ „Св. Климент Охридски“
- ОУ „Н. Й. Вапцаров“
- ОУ „Св. Иван Рилски“
- ОУ „Христо Смирненски“
- СУ „Васил Левски“
- СУ „Св. Паисий Хилендарски“
- СУ „Стефан Караджа“
- ЕГ „Проф. д-р Асен Златаров“
- ПМГ „Акад. Боян Петканчин“
- ПГДС „Цар Иван Асен II“
- ПГССТ „Н. Й. Вапцаров“
- ФСГ „Атанас Буров“
- ПГТ „Александър Паскалев“
- ПГЛП „Райна Княгиня“
- ПГМЕТ „Ст. и К. Марчеви“
- ПУИ „Д-р Петър Берон“

### Висши училища в Хасково
- УНСС – Регионален център за дистанционно обучение – Хасково[14]
- Тракийски университет – Медицински колеж – Хасково[15]

### Образцово народно читалище „Заря 1858“
Образцовото народно читалище „Заря 1858“ в Хасково е създадено преди Освобождението – през 1858 г. от Христодул Вълчев Шишманов, Иванчо Минчев, Христо Златаров (баща на Асен Златаров) и други будни граждани.
ОНЧ „Заря 1858“ е първото читалище в Южна България и четвъртото по ред у нас. Започва своята културна и просветителска дейност само две години след читалищата в Свищов, Лом и Шумен. От 1870 г. в него работи неделно училище, изнасят се сказки, организират се забави. През 1872 г. мнозина читалищни дейци се включват в тайния революционен комитет, основан в Хасково от Васил Левски.
След Освобождението на сцената на читалището се играят първите театрални представления в Хасково. Читалищните радетели днес отдават своята признателност на първоучителите, продължавайки тяхното дело на просветители и поддръжници на българската просвета и култура.

### Други читалища
На територията на град Хасково се намират и още 14 читалища, които поддържат духа и културата в различните квартали.
- Народно читалище „Арарат – 2001“
- Народно читалище „Проф. д-р Асен Златаров – 1961“
- Народно читалище „Пробуда – 1928“
- Народно читалище „Пейо Яворов – 1982“
- Народно читалище „Иван Вазов – 1978“
- Народно читалище „Кадрие Лятифова – 2000“
- Народно читалище „Тракия – 2008“
- Народно читалище „Република – 1971“
- Народно читалище „Петко Рачов Славейков – 1978“
- Народно читалище „Никола Йонков Вапцаров – 1964“
- Народно читалище „Св. Климент Охридски 1969“
- Народно читалище „Зора – 1982“
- Народно читалище „Георги Иванов Топузов – 1974“
- Народно читалище „Аспарух Лешников – 2015“
- Народно читалище „Коста Марков“

### Регионална библиотека „Христо Смирненски“
Регионалната библиотека „Христо Смирненски“ – Хасково е създадена на 29 април 1953 г. с решение на Изпълнителния комитет на Окръжния народен съвет (ОНС). Първоначалната сбирка от книги наброява 9617 тома, предимно дарени от частни лица. В деня на откриването на библиотеката – 15 юли 1954 г. фондът вече наброява 18 600 тома литература.
Библиотеката е основното книгохранилище на окръга, архив на краеведската литература и на местния печат, център за цялостно библиотечно обслужване на читателите, за библиотечно-библиографска информация и библиографии по краезнание. В началото на 2004 фондът на библиотеката наброява 387 496 библиотечни единици, абонираните периодични издания са 130 – една щедра инвестиция за бъдещите поколения. През последната година библиотеката е посетена от 71 958 читатели от Хасково и региона и са заети 177 086 книги, периодични издания, ноти и др.

## Култура

### Театри

#### Драматичен куклен театър „Иван Димов“
Сградата на ДКТ „Иван Димов“ е построена в 1926 г. През 2004 е направен основен ремонт от Община Хасково, който превръща театъра в един от най-красивите и съвременни в страната. Изцяло е подменена сценичната механизация, водопроводната и електрическа система.
През 2000 г. кукленият и драматичен театър в Хасково са обединени в един общ куклено-драматичен театър под името Драматично-куклен театър „Иван Димов“ със статут на продуциращ център със собствена продукция, без актьори на щат – сформират се трупи на граждански договори по съответни проекти. От обединението на двата театъра в годините са спечелени множество награди от различни фестивали и конкурси, включително награди Аскеер и Икар.
В хасковския театър работят едни от най-изявените творци в сферата на кукления и драматичния театър в страната. Неразделна част от дейността на Театъра е свързана с непрекъснати турнета в Хасковска област, а и в цялата страна. Партньори на театъра са Народен театър „Иван Вазов“, Сатиричен театър „Алеко Константинов“, Нов драматичен театър „Сълза и смях“ и др., включително неправителствени организации и частни фирми.

### Музеи

#### Регионален исторически музей – Хасково (РИМ – Хасково)
Историческият музей Хасково е един от най-богатите и активни музеи в България. Първият музей в града е основан още през 1927 при читалище „Заря“, като през 1935 събраните в него материали се предават на местното Археологическо дружество. През 1952 г. е създаден държавен музей. В обхвата на неговата дейност се включва не само събиране на отделни материали, но и регистрация и опазване на недвижими паметници на културата в региона. Фондовете на музея бързо нарастват и сега той притежава над 120 000 артефакта, свързани с историята и културата на областта.
Уникални колекции от праисторически, антични и средновековни материали от керамика, камък, желязо и стъкло оформят част от богатия фонд на музея. Сред най-интересните експонати са две от рядко срещаните в България чаши „Троянски тип“, датирани от I век пр.н.е., едната от които е и символ на музея. Тук може да бъде видяна и изключително ценна колекция от антични и средновековни монети, наброяващи повече от 22 000 броя.
През 2016 г. Регионалният исторически музей в Хасково открива обновената археологическа експозиция. Тя е разположена в нова модерна зала на два етажа и съхранява материални свидетелства за историята на региона от новокаменната епоха (VII – V хил. пр. Хр.) до периода на късното Средновековие.
Под опеката на РИМ – Хасково са и две действащи къщи музеи на територията на град Хасково:
- Паскалевата къща – къщата на чорбаджи Паскал в Хасково е строена в средата на 19 век – двуетажна, асиметрична, с великолепно функционално разпределение. Експозицията в Паскалевата къща е сборна колекция от предмети на хасковски заможни семейства, живели непосредствено след Освобождението, до края на ХІХ век.[21]
- Кирковото училище – известната като „Кирковото училище“ сграда в центъра на Хасково е част от голямото дарение, направено от местния банкер и търговец Яни Хростодоров в полза на Община Хасково през 1926 г. На 30 октомври 2006 в нея е открита постоянна изложба „Хасковските будители“. В прекрасната атмосфера на възстановената стара къща са показани снимки, документи и вещи на хасковлии, дали своя принос за духовното израстване на града.[22]

Регионът е изключително богат на паметници на културата от праисторията и особено от ранно-тракийската епоха (11 – 6 век пр. Хр.). Много мегалити са регистрирани в района на Странджа – Сакар и Източните Родопи, както и много монументални каменни тракийски гробници са разкрити в областта. Най-известна сред тях е Александровската гробница, украсена със стенописи, отразяващи системата на царската идеология на траките. С помощта на японското правителство през 2009 г. е изграден музей, в който е изложено и точно копие на самата гробница.

#### Музеен център „Тракийско изкуство в Източните Родопи“
Той е разположен в непосредствена близост до могилата с оригиналната гробница. Едната част от сградата е предназначена за богата музейна експозиция и копие на гробницата, а другата част е обособен модерен научноизследователски център с лаборатории, оборудвани с най-съвременна техника за реставрация и консервация. Централно място в експозицията заема съвършено копие на Александровската гробница. В мащаб 1:1 са пресъздадени елементите на архитектурата и стенописите в гробницата. Те пресъздават бойни и ловни сцени, както и моменти от прословутите пиршества на тракийската аристокрация.

### Галерии

#### Художествена галерия „Атанас Шаренков“
Градската художествена галерия в Хасково е основана през 1962 г. Тя е разположена в две съседни къщи – еврейска и арменска, обявени за паметници на културата и строени в началото на 20 век. 
Първоначално галерията стартира с няколко живописни творби, но през 1964 фондът е обогатен от 500 творби на местните художници Димитър Иванов (Лицо) и Петър Толчев. В днешно време фонда на галерията притежава 1668 творби (живопис, скулптура, графика и икони). В постоянната експозиция са застъпени творби на емблематични творци като Стефан Иванов, Никола Маринов, Марко Марков, Иван Лазаров, Александър Мутафов, Златю Бояджиев, Илия Петров, Дечко Узунов, Ненко Балкански, Васил Бараков, Боян Петров, Иван Христов, Ценко Бояджиев, Александър Поплилов, Петко Абаджиев и други. От средното поколение творци, показали своето дарование в много национални и международни изложби, в галерията са застъпени автори като Светлин Русев, Димитър Киров, Атанас Пацев, Теофан Сотиров, Тодор Панайотов, Пенчо Балкански, Анастасия Панайотова, Галилей Симеонов и др. Обликът на галерията се определя и от творби на художници, живели и работили в окръга. Това са Александър Стаменов, Петър Михайлов, Христо Форев и др. Повечето от изложените в галерията творби са живописни композиции, портрети и бюстове. Те показват богатите традиции на нашето национално изкуство и народностния му дух, определят неговите високи постижения, разкриват таланта на българския народ.
От 2009 г. галерията носи името на „Атанас Шаренков“ – изтъкнат технолог и художник, роден в град Хасково. От 2011 г. галерия „Атанас Шаренков“ има филиал – галерия „ФОРУМ“.

## Забележителности

### Паметници
- Паметник на Капитан Петко войвода
- Паметник на Незнайния войн
- Паметник на Хасковските възрожденци
- Паметник на 10-и пехотен Родопски полк
- Паметник на Завистта
- Паметник на Победата
- Паметник на Димитър Иванов – Лицо
- Бюст-паметник на Христо Ботев
- Бюст-паметник на Васил Левски
- Тракийски долмен
- Братската могила
- Паметник на Ана Маймункова
- Паметник на Аспарух Лешников - Ари
- Паметник на загиналите през ВСВ
- Бюст-паметник на Петър Берковски
- Барелеф на Полковник Веселин Вълков
- Паметник на тримата ремсисти
- Барелеф на проф. д-р Асен Златаров
- Барелеф на Цар Иван Асен II
- Паметник на Тенчо Хубенов и Димитър Канев - Ашика
- Паметник на Тодор Атанасов - Санкето
- Морена, посветена на загиналите в дните на Освобождението хасковлии
- Скулптура "Хасковски каунь"
- Скулптура "Борци"
- Скулптура "Реката"
- Декоративна скукптура "Отдих"
- Витраж "Горящото сърце на Данко" (Монумент "Света Богородица")

### Сакрална архитектура
- Монументът „Света Богородица“, влязъл в Световни рекорди на Гинес като най-високата в света статуя на Пресвета Дева Мария с Младенеца. Монументът е издигната с почит, любов и признателност към Божията майка. Той е открит през 2003 г. с водосвет от митрополит Арсений. През 2005 е вписан в книгата Световните рекорди на Гинес, а от 2009 е и в листата на Стоте национални туристически обекта на България.
- Камбанарията – с внушителни размери и незабравима гледка се извисява над град Хасково. Високата почти 30 метра камбанария е издигната през 2010 година в непосредствена близост до монумент „Света Богородица“ и бързо заема своето място в образувалия се архитектурен ансамбъл.[24]
- Старата джамия (Ески джамия) е най-ранната джамия по българските земи. Построена е непосредствено след нахлуването на османските турци в България, през 797 г. по Хиджра (1394 – 1395)[25] През 1968 Ески джамия е обявена за паметник на културата. Понастоящем джамията е значително вкопана в земята (навярно поради повдигане нивото на околните улици).
- Църквата „Успение на Пресвета Богородица“ в с. Узунджово, в близост до Хасково, е уникална не само с архитектурата си, а и с историята, която разказва. Създадена като християнски храм, тя е била разрушена от Османската империя и на нейно място е издигната джамия. В началото на 20 век Турция връща имота на България и тогава започва преустройството на джамията в църква. През 2007 г. храмът е възстановен основно от Община Хасково. При реставрацията са открити два средновековни надписа на арабски език с религиозно-философска тематика, които все още не са точно датирани. През миналия век църквата „Успение на Пресвета Богородица“ в село Узунджово е обявена за паметник на културата.
- Тракийски мегалитен паметник Кромлех - скътано в гъстите гори в източната част на планината, в периферията на Маджарово се намира село Долни Главанак, където през 1998 г. е открит единственият Кромлех в България. Той представлява съоражение изградено от вертикално побити големи каменни блокове-известни под наименованието мегалити.

### Александровската гробница
На 17 декември 2000 г., в могилата „Рошавата чука“ край Александрово, екип от археолози, ръководен от д-р Георги Китов, открива уникална тракийска гробница от 4 век пр. Хр. с изключителни високо-художествени стенописи.
Постройката, играла ролята на храм и мавзолей, е един от най-забележителните паметници на тракийската култура. Предназначението ѝ е било да даде последен приют на някой от тракийските владетели, чието име е неизвестно. Със своите архитектура и стенописи тя е един от бисерите на тракийското културно наследство по нашите земи и се нарежда сред най-големите съоръжения от този тип, открити дотогава. Уникална обаче я правят нейните стенописи. Ловни, бойни сюжети, както и сцени от погребално угощение се редуват с монохромни пояси и такива с орнаментална украса.

### Паркове и зоопаркове
Гостите на Хасково са привлечени предимно от хасковските лекуващи минерални извори и живописната местност „Кенана” – великолепна дъбова гора с голям парк, ресторанти, тенис кортове и зони за отдих и лечение. Останките от древни крепости и минералните басейни от римско време в община Минерални бани също са особено интересни за туристите.

#### Парк „Кенана“
„Кенана“ е най-големият парк на територията на община Хасково (236,6 ха). Намира се североизточно от града. Основната му част е залесена. Тук са разпространени множество дървесни видове. Интересни в дендрологично отношение са „малкият и голям партер“, розариумът, дендрариумът и „сухата река“. През парка минава широка пешеходна алея, която е с дължина от 2,5 km. Тя води до центъра на парковата композиция – изкуствено езеро и ресторант.
В парка са разположени множество заведения, хотели, басейни, лятно кино, детски кът и спортни съоръжения. Има тенискортове, чиято база от 8 оборудвани игрища и професионални треньори е много добра за тенис и скуош. Тук Григор Димитров започва своята кариера на световен шампион на Уимбълдън в юношеска възраст. На „Кенана“ се намира и зоопаркът на град Хасково, разполагащ с терен от 9 дка и огромен брой различни животински видове, както и язовир „Сивата вода“.

#### Зоопарк – Хасково
Зоопарк „Кенана“ е основан през 1958 г. с кътове за мечка, елени и сърни в чертите на едноименния лесопарк. През годините зоопарка нараства и заема площ от над 30 дка, в които са разположени множество кътове за над 26 животински вида – лъвове, рисове, павиан, сърни, двойка лами, лебеди, пауни, щрауси, патици, грабливи птици, гълъби и др.

#### Парк „Ямача“
Парк „Ямача“ е създаден в периода 1958 – 1970 г. Определените за парк 500 декара се намират в южната част на Хасково, на едно от първите възвишения на Източните Родопи. В началото на парка се намира монументът „Света Богородица“ и параклисът "Рождество Богородично" към него. Във вътрешността на парка има и втори параклис – „Св. Възнесение Господне“. Непосредствено до монумента се издига Камбанарията, висока 30 м. Тя има площадки на три последователни нива, като от най-високата се открива живописна и невероятна гледка не само към монумента, но и към целия град. Също така от върха се извисяват 8 камбани с общо тегло около 1 тон, чийто звън оглася града на Богородица 2 пъти на ден - в 12:00 ч. и в 18:00 ч. Само на броени метри, в централната част на парка, през 2014 г. е открит 30-метров пилон с българския флаг. До него се намира и паметникът "Братската могила". 
В западната част на Ямача се намира Стадион "Хасково", благодарение на който градът определено може да се похвали с богата футболна история. На неговия терен са гостували както български, така и чужди отбори, които заемат водещи места дори и в днешно време, като например ЦСКА, Левски, Лудогорец, Черно море, както и тимове от чужди държави като Португалия, Нидерландия, Великобритания, Полша и много други. Стадионът разполага с голяма съблекалня, клуб по бокс, няколко хиляди седалки, електрическо табло, тоалетни. От централната част на „Ямача“ се открива гледка към целия град и околностите. Площите на парка са богато залесени.
Паркът разполага с 2 ресторанта, 1 бистро, 4 детски площадки, 3 футболни игрища, фитнес уреди, рампа за скокове, беседка с гледка към града, 2 чешми за питейни нужди, охранителна кабинка, както и многобройни алеи и екопътеки в богато залесената гора. Има общо 33 паркоместа, 4 от тях за инвалиди. Паркиране е възможно и на съседната улица "Бойдю Панайотов". Паркът се намира между кварталите "Воеводски", "Хисаря", "Младежки хълм" и в.з. "Укрепленията". 
През 2022 г. е изградена нова алея към парка, дълга около 600 м. Тя свързва монумент "Света Богородица" с парк "Люлин" на ул. "Ангел Войвода". Алеята разполага с отделни платна за пешеходци и велосипедисти, фитнес уреди и няколко места за отдих. 

#### Парк „Десети пехотен родопски полк“
На 26 март 2023 г. е открит най-новият парк в Хасково, който е наречен „Десети пехотен родопски полк“. Паркът се простира на площ от приблизително 50 декара. В централната част на парка е разположен военен паметник на Десети пехотен родопски полк. Монументът е окончателно завършен през 1929 г. От двата края на монумента са разположени две гаубици, използвани през миналия век, като днес са реставрирани и пребоядисани. Паркът разполага с футболно, волейболно, баскетболно и федербално игрище, 3 маси за тенис, скейтборд-площадка, фитнес уреди, 2 детски площадки с разнообразни занимания за децата, обособена площадка за домашни любимци, фонтан, 2 чешми за питейни нужди, тоалетни, охранителна кабинка и няколко алеи и пътеки сред все още младите фиданки, даващи възможност за пълноценен отдих в централната част на града. Паркът разполага със 150 паркоместа, като 4 от тях са обособени за инвалиди. Паркът се намира между ж.к. "Дружба 1" и ж.к. "Възраждане", между улиците "Булаир", "Филип Тотю", "Генерал Колев" и "Десети родопски полк".

#### Други зелени площи
Паркът до Езиковата гимназия е завършен през 2002 година. Той се простира в продължение на почти километър от ПГПЧЕ „Проф. д-р Асен Златаров“ до улица „Дунав“. Разполага с детски кът, пешеходна алея, места за почивка.

### Спорт

#### Културно-спортен комплекс „Спартак“
Културно-спортен комплекс „Спартак“ е съоръжение с капацитет от 3500 амфитеатрално разположени зрителски места и покрито сценично пространство от над 300 m². То дава възможност за удовлетворяване предпочитанията на публиката към различни по своя характер културни и спортни прояви. В комплекса има модерното осветление, зеленина, просторната сцена със съвременен дизайн, нова инсталация, гримьорни и хотелска част.

### Редовни събития
- 8 септември – Празник на града;
- „Китна Тракия пее и танцува“ – събор за фолклорни песни и танци;
- Литературни дни „Южна пролет“;
- Музикални дни „Недялка Симеонова“;
- Театрални празници (Хасково);
- Джазфест „Хасково“.

## Галерия
- Паметникът на Капитан Петко Войвода
- Централният площад на Хасково
- Художествена галерия „Атанас Шаренков“
- Църквата „Свети архангели Михаил и Гавраил“
- Шишмановата къща
- Къщата на чорбаджи Димитрак
- Църквата „Успение на Пресвета Богородица“
- Стара сграда в Хасково
- Сградата на Община Хасково
- Старата часовникова кула
- Чарши джамия
- Паметникът „Хасковски възрожденци“

## Личности
Сред известните хасковлии са Асен Златаров, учен и общественик, основоположник на биохимията в България; Недялка Симеонова, световноизвестна цигуларка; Аспарух Лешников, изпълнител на шлагери; Илка Александрова, популярна народна певица, написала песен и прославила местността "Кенана" с едноименно, музикално заглавие. Григор Димитров, първият български тенисист, който се изкачва до Топ 10 на най-добрите тенисисти в света.

## Други
На Хасково е наречена улица в квартал „Банишора“ в София (Карта).

## Виж също
- Община Хасково
- Област Хасково
- Автогара Хасково